# Fabrizio Caroso
Marco Fabrizio Caroso (ur. ok. 1527 w Sermonecie, zm. po 1605) – włoski choreograf, teoretyk tańca i kompozytor.
Większą część swojego życia spędził w Rzymie, gdzie nauczał tańca. Jest autorem opublikowanego w 1581 roku w Wenecji dzieła Il ballarino (wydanie poszerzone pod tytułem Nobiltà di Dame ukazało się w 1605 roku). Jest to jedno z najważniejszych źródeł do historii tańca w XVI wieku, zawierające zasady wykonywania tańców wraz z opisami kroków i rysunkami, układami baletowymi oraz tabulaturami na lutnię.